# Martigné-sur-Mayenne
Martigné-sur-Mayenne és un municipi francès situat al departament de Mayenne i a la regió de País del Loira. L'any 2007 tenia 1.568 habitants.

## Demografia

### Població
El 2007 la població de fet de Martigné-sur-Mayenne era de 1.568 persones. Hi havia 592 famílies de les quals 129 eren unipersonals (50 homes vivint sols i 79 dones vivint soles), 213 parelles sense fills, 225 parelles amb fills i 25 famílies monoparentals amb fills.
La població ha evolucionat segons el següent gràfic:
Habitants censats

### Habitatges
El 2007 hi havia 659 habitatges, 599 eren l'habitatge principal de la família, 24 eren segones residències i 36 estaven desocupats. 614 eren cases i 44 eren apartaments. Dels 599 habitatges principals, 397 estaven ocupats pels seus propietaris, 189 estaven llogats i ocupats pels llogaters i 14 estaven cedits a títol gratuït; 1 tenia una cambra, 25 en tenien dues, 91 en tenien tres, 179 en tenien quatre i 303 en tenien cinc o més. 470 habitatges disposaven pel capbaix d'una plaça de pàrquing. A 249 habitatges hi havia un automòbil i a 297 n'hi havia dos o més.

### Piràmide de població
La piràmide de població per edats i sexe el 2009 era:
| Homes | Edats   | Dones |
| ----- | ------- | ----- |
| 4     | 95 o +  | 4     |
| 12    | 90 a 94 | 8     |
| 16    | 85 a 89 | 40    |
| 20    | 80 a 84 | 20    |
| 56    | 75 a 79 | 44    |
| 20    | 70 a 74 | 32    |
| 24    | 65 a 69 | 24    |
| 32    | 60 a 64 | 36    |
| 16    | 55 a 59 | 20    |
| 28    | 50 a 54 | 48    |
| 44    | 45 a 49 | 40    |
| 36    | 40 a 44 | 32    |
| 68    | 35 a 39 | 56    |
| 52    | 30 a 34 | 60    |
| 24    | 25 a 29 | 24    |
| 28    | 20 a 24 | 24    |
| 32    | 15 a 19 | 56    |
| 40    | 10 a 14 | 32    |
| 44    | 5 a 9   | 40    |
| 16    | 0 a 4   | 48    |

## Economia
El 2007 la població en edat de treballar era de 914 persones, 747 eren actives i 167 eren inactives. De les 747 persones actives 705 estaven ocupades (381 homes i 324 dones) i 43 estaven aturades (23 homes i 20 dones). De les 167 persones inactives 71 estaven jubilades, 56 estaven estudiant i 40 estaven classificades com a «altres inactius».

### Ingressos
El 2009 a Martigné-sur-Mayenne hi havia 615 unitats fiscals que integraven 1.549 persones, la mediana anual d'ingressos fiscals per persona era de 18.015,5 €.

### Activitats econòmiques
Dels 66 establiments que hi havia el 2007, 5 eren d'empreses extractives, 2 d'empreses alimentàries, 3 d'empreses de fabricació d'altres productes industrials, 13 d'empreses de construcció, 11 d'empreses de comerç i reparació d'automòbils, 3 d'empreses de transport, 4 d'empreses d'hostatgeria i restauració, 1 d'una empresa d'informació i comunicació, 3 d'empreses financeres, 2 d'empreses immobiliàries, 9 d'empreses de serveis, 4 d'entitats de l'administració pública i 6 d'empreses classificades com a «altres activitats de serveis».
Dels 21 establiments de servei als particulars que hi havia el 2009, 1 era una gendarmeria, 1 oficina de correu, 1 una oficina bancària, 1 taller de reparació d'automòbils i de material agrícola, 2 paletes, 2 guixaires pintors, 3 fusteries, 2 lampisteries, 1 electricista, 3 perruqueries, 2 veterinaris, 1 restaurant i 1 tintoreria.
Dels 2 establiments comercials que hi havia el 2009, 1 era una botiga de més de 120 m² i 1 una fleca.
L'any 2000 a Martigné-sur-Mayenne hi havia 66 explotacions agrícoles que ocupaven un total de 2.806 hectàrees.

## Equipaments sanitaris i escolars
L'únic equipament sanitari que hi havia el 2009 era una farmàcia.
El 2009 hi havia una escola elemental.

## Poblacions més properes
El següent diagrama mostra les poblacions més properes.